# Aaron Brooks (zapaśnik)

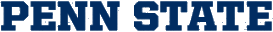
Zawodnik Penn State Nittany Lions

Aaron Marquel Brooks (ur. 15 czerwca 2000 w Hagerstown) – amerykański zapaśnik walczący w stylu wolnym. Zawodnik Penn State Nittany Lions. Olimpijczyk z Paryża 2024, gdzie zdobył brązowy medal pokonując w finale repasaży kategorii do 86 kg reprezentanta Uzbekistanu Żawraiła Szapijewa.
Mistrz świata kadetów 2017, wicemistrz świata juniorów 2018, siedemnasty w juniorskich MŚ 2019. W 2023 został mistrzem świata do lat 23. Czterokrotny zwycięzca All-American w NCAA Division I (2021-2024), oraz Big Ten Championships.